# Riedeliops asiaticus
Riedeliops asiaticus es una especie de coleóptero de la familia Attelabidae. La especie fue descrita científicamente por Andrei Aleksandrovich Legalov y Ning Liu en 2005.

## Subespecies
- Riedeliops asiaticus asiaticus Legalov y Liu, 2005
- Riedeliops asiaticus uttaranchalicus Legalov, 2007

## Distribución geográfica
Riedeliops asiaticus asiaticus habita en China y Riedeliops asiaticus uttaranchalicus, en la India.